# Zełemeny
Zełemeny (ukr. Зелемений, Zełemenyj) – szczyt górski w Bieszczadach Wschodnich zlokalizowany na granicy ukraińskich obwodów lwowskiego (rejon samborski) i zakarpackiego (rejon mukaczewski).

## Topografia
Szczyt wznosi się na wysokość 1304 m n.p.m. przy wybitności równej 48 m. Położony jest w paśmie wododziałowym Bieszczadów Wschodnich, pomiędzy Nondagiem (1303 m, odległość 2,1 km) a najwyższym Pikujem (1408 m, odległość 2,6 km). Północno-wschodnie zbocza odwadniane są przez potoki łączące się następnie w Huśniak, dopływ Stryja. Zbocza zachodnie opadają o ok. 750 m ku rzece Żdeniwka, dopływowi Latoricy. Najbliższe osady ludzkie to wsie Husne Wyżne (północny wschód, 6 km) i Bukoweć (zachód, 3 km).
Przez Zełemeny przebiega współcześnie granica obwodowa, przed 1938 rokiem państwowa granica polsko-czechosłowacka.
Panorama z Zełemenego obejmuje przede wszystkim szczyty Bieszczadów. Na północnym wschodzie widoczne są wierzchołki polskich Bieszczadów Zachodnich – Wielka Rawka, Kruhly Wierch, Tarnica, Krzemień.  Dalej w kierunku północnym rozpoczyna się widok na Grzbiet Wierchowiński Bieszczadów Wschodnich ze szczytami Ostry Wierch, Nondag i Przypór. Na północnym wschodzie i wschodzie rozciąga się szeroka panorama niższych Beskidów Skolskich (Czarna Góra, Paraszka, Magura, Magij). Na południowym wschodzie w oddali można dostrzec niektóre szczyty zachodnich Gorganów oraz Stoj w paśmie Połoniny Borżawskiej. Obie grupy oddzielone są masywem Pikuja i grzbietem łączącym Zełemeny z tym szczytem. Na południowym wschodzie widoczne są szczyty należące do Połoniny Równej kulminujące na wschodzie w wierzchołkach Równa, Hostra Hora i Lutańska Holica.

## Ochrona przyrody i turystyka
Północno-wschodnie, galicyjskie zbocza góry leżą w granicach Parku Narodowego „Bojkowszczyzna”.
Współcześnie przez szczyt prowadzi Zakarpacki Szlak Turystyczny. W latach 30. XX wieku pasmem granicznym przebiegał znakowany na biało-czerwono-biało Główny Szlak Karpacki oraz niebieski szlak czechosłowacki.